# Grande Prêmio da Bélgica de 2007
Resultados do Grande Prêmio da Bélgica de Fórmula 1 realizado em Spa-Francorchamps em 16 de setembro de 2007. Décima quarta etapa do campeonato, foi vencido pelo finlandês Kimi Räikkönen, que subiu ao pódio junto a Felipe Massa numa dobradinha da Ferrari, com Fernando Alonso em terceiro pela McLaren-Mercedes. Graças a esse resultado, a equipe italiana sagrou-se campeã mundial de construtores pela décima quinta vez em sua história.

## Resumo

### Exclusão da McLaren
Horas antes do início dos treinos na Bélgica, o Conselho Mundial da FIA puniu a McLaren pelo escândalo de espionagem configurado no uso de dados confidenciais da Ferrari numa manobra ladina do engenheiro ferrarista Nigel Stepney, que os repassou de forma ilegal a Mike Coughlan, funcionário do time britânico. Configurada a culpa da McLaren, a equipe foi excluída do mundial de construtores de 2007 ao ter cassados os pontos que detinha e ser proibida de pontuar nas quatro etapas restantes, além de ter que pagar uma multa de USS̩ 100 milhões a serem pagos em até noventa dias.
Como os pilotos Lewis Hamilton e Fernando Alonso estavam sob garantia de imunidade e não participaram do caso, seus pontos não foram afetados. Questionado a respeito do caso, o presidente da Confederação Brasileira de Automobilismo, Paulo Scaglione, declarouː "Chegou-se ao consenso de tirar os pontos da McLaren. Quanto aos pilotos, havia o compromisso de Mosley de que se colaborassem, se beneficiariam. Em momento algum se aventou punir a McLaren por dois anos. Foi a reunião mais tensa em meus três anos no Conselho. Mas na de julho, o debate foi mais acalorado".
Abatido, Ron Dennis prestou esclarecimentos durante a sessão e parecia resignado , mas dava sinais de insatisfação. Embora admitisse que os dados roubados da Ferrari estiveram sob o poder de Mike Coughlan, o chefe da McLaren assegurou não ter utilizado os mesmos. A esse respeito Paulo Scaglione foi taxativoː "Saiu fortalecido o espírito esportivo. Não foi provado o uso, mas a receptação das informações da Ferrari pela McLaren. Tomar ciência dos dados, independentemente de se usar ou não, é uma infração".

## Classificação da prova

### Treinos classificatórios
| Pos.   | Nº | Piloto               | Equipe             | Q1       | Q2       | Q3       | Grid | Notas      |
| ------ | -- | -------------------- | ------------------ | -------- | -------- | -------- | ---- | ---------- |
| 1      | 6  | Kimi Räikkönen       | Ferrari            | 1:46.242 | 1:45.070 | 1:45.994 | 1    |            |
| 2      | 5  | Felipe Massa         | Ferrari            | 1:46.060 | 1:45.173 | 1:46.011 | 2    |            |
| 3      | 1  | Fernando Alonso      | McLaren-Mercedes   | 1:46.058 | 1:45.442 | 1:46.091 | 3    |            |
| 4      | 2  | Lewis Hamilton       | McLaren-Mercedes   | 1:46.437 | 1:45.132 | 1:46.406 | 4    |            |
| 5      | 10 | Robert Kubica        | BMW Sauber         | 1:46.707 | 1:45.885 | 1:46.996 | 14   | [ nota 3 ] |
| 6      | 16 | Nico Rosberg         | Williams-Toyota    | 1:46.950 | 1:46.469 | 1:47.334 | 5    |            |
| 7      | 9  | Nick Heidfeld        | BMW Sauber         | 1:46.923 | 1:45.994 | 1:47.409 | 6    |            |
| 8      | 15 | Mark Webber          | Red Bull-Renault   | 1:47.084 | 1:46.426 | 1:47.524 | 7    |            |
| 9      | 12 | Jarno Trulli         | Toyota             | 1:47.143 | 1:46.480 | 1:47.798 | 8    |            |
| 10     | 4  | Heikki Kovalainen    | Renault            | 1:46.971 | 1:46.240 | 1:48.505 | 9    |            |
| 11     | 3  | Giancarlo Fisichella | Renault            | 1:47.143 | 1:46.603 |          | 22   | [ nota 4 ] |
| 12     | 11 | Ralf Schumacher      | Toyota             | 1:47.300 | 1:46.618 |          | 10   |            |
| 13     | 14 | David Coulthard      | Red Bull-Renault   | 1:47.340 | 1:46.800 |          | 11   |            |
| 14     | 7  | Jenson Button        | Honda              | 1:47.474 | 1:46.955 |          | 12   |            |
| 15     | 18 | Vitantonio Liuzzi    | Toro Rosso-Ferrari | 1:47.576 | 1:47.115 |          | 13   |            |
| 16     | 17 | Alexander Wurz       | Williams-Toyota    | 1:47.522 | 1:47.394 |          | 15   |            |
| 17     | 19 | Sebastian Vettel     | Toro Rosso-Ferrari | 1:47.581 |          |          | 16   |            |
| 18     | 8  | Rubens Barrichello   | Honda              | 1:47.954 |          |          | 17   |            |
| 19     | 22 | Takuma Sato          | Super Aguri-Honda  | 1:47.980 |          |          | 18   |            |
| 20     | 20 | Adrian Sutil         | Spyker-Ferrari     | 1:48.044 |          |          | 19   |            |
| 21     | 23 | Anthony Davidson     | Super Aguri-Honda  | 1:48.199 |          |          | 20   |            |
| 22     | 21 | Sakon Yamamoto       | Spyker-Ferrari     | 1:49.557 |          |          | 21   |            |
| Fonte: |    |                      |                    |          |          |          |      |            |

### Corrida
| Pos.   | Nº | Piloto               | Construtor         | Voltas | Tempo/Diferença        | Grid | Pontos |
| ------ | -- | -------------------- | ------------------ | ------ | ---------------------- | ---- | ------ |
| 1      | 6  | Kimi Räikkönen       | Ferrari            | 44     | 1:20:39.066            | 1    | 10     |
| 2      | 5  | Felipe Massa         | Ferrari            | 44     | + 4.695                | 2    | 8      |
| 3      | 1  | Fernando Alonso      | McLaren-Mercedes   | 44     | + 14.343               | 3    | 6      |
| 4      | 2  | Lewis Hamilton       | McLaren-Mercedes   | 44     | + 23.615               | 4    | 5      |
| 5      | 9  | Nick Heidfeld        | BMW Sauber         | 44     | + 51.879               | 6    | 4      |
| 6      | 16 | Nico Rosberg         | Williams-Toyota    | 44     | + 1:16.876             | 5    | 3      |
| 7      | 15 | Mark Webber          | Red Bull-Renault   | 44     | + 1:20.639             | 7    | 2      |
| 8      | 4  | Heikki Kovalainen    | Renault            | 44     | + 1:25.106             | 9    | 1      |
| 9      | 10 | Robert Kubica        | BMW Sauber         | 44     | + 1:25.661             | 14   |        |
| 10     | 11 | Ralf Schumacher      | Toyota             | 44     | + 1:28.574             | 10   |        |
| 11     | 12 | Jarno Trulli         | Toyota             | 44     | + 1:43.653             | 8    |        |
| 12     | 18 | Vitantonio Liuzzi    | Toro Rosso-Ferrari | 43     | + 1 volta              | 13   |        |
| 13     | 8  | Rubens Barrichello   | Honda              | 43     | + 1 volta              | 17   |        |
| 14     | 20 | Adrian Sutil         | Spyker-Ferrari     | 43     | + 1 volta              | 19   |        |
| 15     | 22 | Takuma Sato          | Super Aguri-Honda  | 43     | + 1 volta              | 18   |        |
| 16     | 23 | Anthony Davidson     | Super Aguri-Honda  | 43     | + 1 volta              | 20   |        |
| 17     | 21 | Sakon Yamamoto       | Spyker-Ferrari     | 43     | + 1 volta              | 21   |        |
| Ret    | 7  | Jenson Button        | Honda              | 36     | Pane hidráulica        | 12   |        |
| Ret    | 17 | Alexander Wurz       | Williams-Toyota    | 34     | Pressão do combustível | 15   |        |
| Ret    | 14 | David Coulthard      | Red Bull-Renault   | 29     | Pane hidráulica        | 11   |        |
| Ret    | 19 | Sebastian Vettel     | Toro Rosso-Ferrari | 8      | Dirigibilidade         | 16   |        |
| Ret    | 3  | Giancarlo Fisichella | Renault            | 1      | Suspensão              | 22   |        |
| Fonte: |    |                      |                    |        |                        |      |        |

## Tabela do campeonato após a corrida
| Pos.   | Piloto          | Pontos |
| ------ | --------------- | ------ |
| 1      | Lewis Hamilton  | 97     |
| 2      | Fernando Alonso | 95     |
| 3      | Kimi Räikkönen  | 84     |
| 4      | Felipe Massa    | 77     |
| 5      | Nick Heidfeld   | 56     |
| Fonte: |                 |        |

| Pos.   | Construtor       | Pontos |
| ------ | ---------------- | ------ |
| 1      | Ferrari          | 161    |
| 2      | BMW Sauber       | 90     |
| 3      | Renault          | 39     |
| 4      | Williams-Toyota  | 28     |
| 5      | Red Bull-Renault | 18     |
| Fonte: |                  |        |

- Nota: Somente as primeiras cinco posições estão listadas e a campeã mundial de construtores surge grafada em negrito.